# Алманово
Алманово (мар. Алман) — деревня в Горномарийском районе Марий Эл Российской Федерации. Входит в состав Пайгусовского сельского поселения.
Численность населения — 81 чел. (2014 год).

## География
Располагается в 4 км от административного центра сельского поселения — села Пайгусово.

## История
Марийское название происходит от имени одного из первопоселенцев. В 1930 году жителями деревни организован колхоз «Трудовик», который после войны был укрупнён в колхоз «Большевик», затем в КДП «Пайгусовское».

## Население
| 2002 | 2010 | 2014 |
| ---- | ---- | ---- |
| 106  | ↘70  | ↗81  |